# サンタンデール (スペイン)
サンタンデール（スペイン語: Santander）は、スペイン・カンタブリア州のムニシピオ（基礎自治体）。カンタブリア州の州都である。2017年の人口は171,951人。スペイン最大の銀行であるサンタンデール銀行の本部がある。

## 地理

### 地勢
大西洋のビスケー湾に向かって開くサンタンデール湾に面して市街地がある。サンタンデール湾西側のサンタンデール＝トレラベーガ都市圏の人口は約40万人であり、カンタブリア州の人口の約半分が集中している。近隣の都市としては、東南東80kmにビスカヤ県の県都ビルバオが、西160kmにアストゥリアス州ヒホンがある。
サンタンデール湾の湾口部にはマグダレーナ半島が突き出ており、マグダレーナ半島にはスペイン王家の別荘であるマグダレーナ宮殿などがある。マグダレーナ半島の北側には長さ1300メートルのサルディネーロ海岸があり、ホテル・レストラン・カジノなどが並んでいる。
市街地のすぐ北側にはラス・リャマス大西洋公園があり、2007年には73ヘクタールのうち31ヘクタール分が公園となった。公園の東端にはエスタディオ・エル・サルディネーロやパラシオ・デ・デポルテス・デ・サンタンデールなどのスポーツ施設群があり、公園の南端にはカンタブリア大学やメネンデス・ペラヨ国際大学のキャンパスがある。

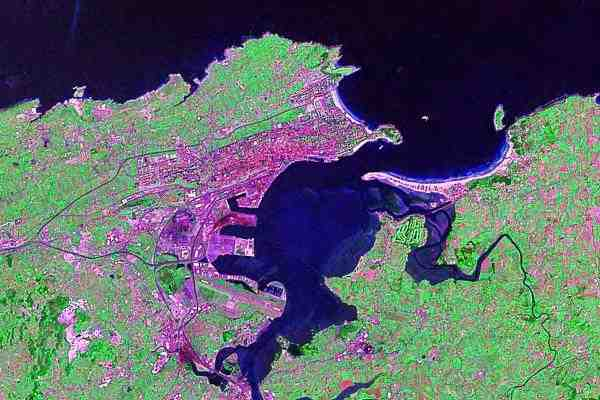
サンタンデール湾
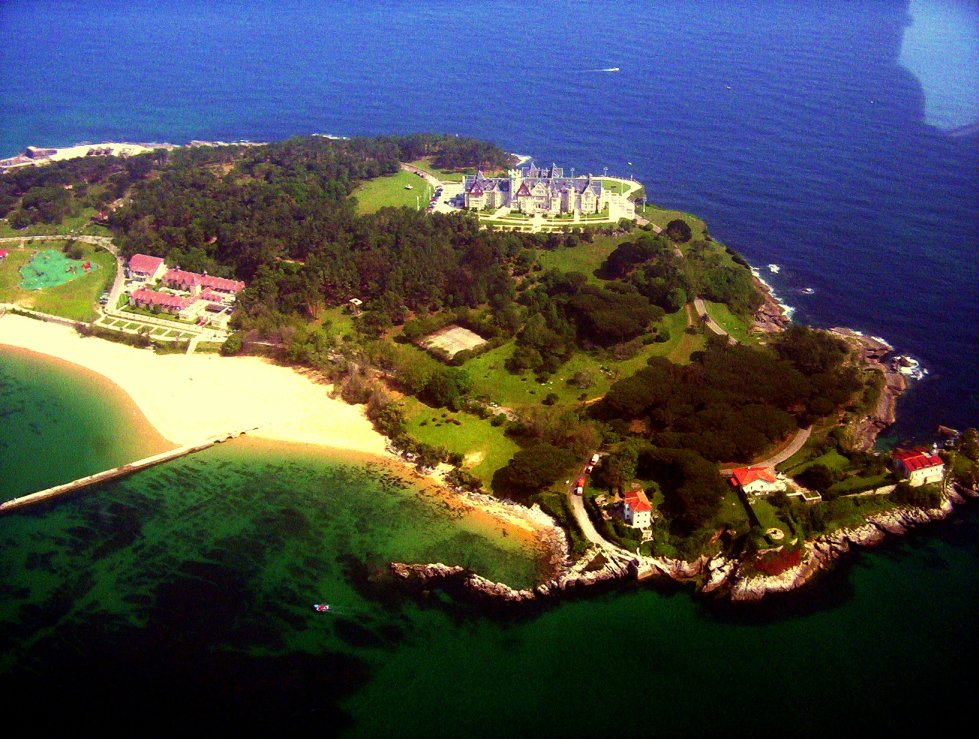
マグダレーナ半島
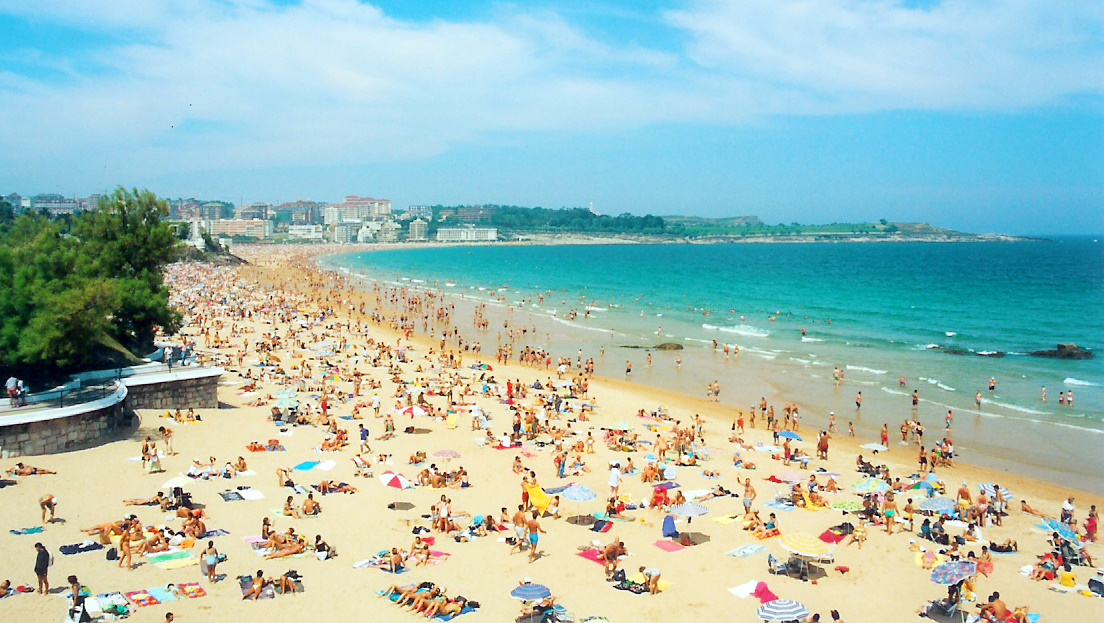
サルディネーロ海岸

### 気候
ビスケー湾に面するサンタンデールは海洋性気候であり、ケッペンの気候区分ではCfbである。年平均気温は摂氏14.5度である。スペイン南部より夏季は涼しいが、ガリシア州などのビスケー湾岸北西部よりも暖かい。冬季の気温は穏やかで湿度が高く、夏季には頻繁に降水がある。夏季の昼間の気温はフランス大西洋岸のラ・ロシェルやアメリカ合衆国太平洋岸のシアトルなどに似ている。一年を通して湿度はかなり高く、しばしば80%以上に達する。
サンタンデール空港の観測史上最高気温は2009年6月27日に記録した摂氏37.8度であり、観測史上最低気温は1957年1月21日に記録した摂氏マイナス5.4度である。なお、1943年8月17日には別の観測所で摂氏40.2度を記録している。
年間の日照時間は約1650時間であり、スペイン南部と比較してとても少なく、カンタブリア州と同様に日照時間が少ないとされるガリシア州ビーゴやポンテベドラと比較しても少ない。イギリスのロンドンやフランスのパリと同程度であり、イングランド南部沿岸地域の大半よりも少ない。
| サンタンデール空港 (1981–2010)の気候 | サンタンデール空港 (1981–2010)の気候 | サンタンデール空港 (1981–2010)の気候 | サンタンデール空港 (1981–2010)の気候 | サンタンデール空港 (1981–2010)の気候 | サンタンデール空港 (1981–2010)の気候 | サンタンデール空港 (1981–2010)の気候 | サンタンデール空港 (1981–2010)の気候 | サンタンデール空港 (1981–2010)の気候 | サンタンデール空港 (1981–2010)の気候 | サンタンデール空港 (1981–2010)の気候 | サンタンデール空港 (1981–2010)の気候 | サンタンデール空港 (1981–2010)の気候 | サンタンデール空港 (1981–2010)の気候 |
| 月                                   | 1月                                  | 2月                                  | 3月                                  | 4月                                  | 5月                                  | 6月                                  | 7月                                  | 8月                                  | 9月                                  | 10月                                 | 11月                                 | 12月                                 | 年                                   |
| ------------------------------------ | ------------------------------------ | ------------------------------------ | ------------------------------------ | ------------------------------------ | ------------------------------------ | ------------------------------------ | ------------------------------------ | ------------------------------------ | ------------------------------------ | ------------------------------------ | ------------------------------------ | ------------------------------------ | ------------------------------------ |
| 最高気温記録 °C （°F）               | 25.1 (77.2)                          | 29.0 (84.2)                          | 31.3 (88.3)                          | 30.6 (87.1)                          | 36.8 (98.2)                          | 37.8 (100)                           | 37.2 (99)                            | 37.3 (99.1)                          | 37.6 (99.7)                          | 33.5 (92.3)                          | 28.0 (82.4)                          | 25.4 (77.7)                          | 37.8 (100)                           |
| 平均最高気温 °C （°F）               | 13.6 (56.5)                          | 13.8 (56.8)                          | 15.7 (60.3)                          | 16.6 (61.9)                          | 19.1 (66.4)                          | 21.6 (70.9)                          | 23.6 (74.5)                          | 24.2 (75.6)                          | 22.8 (73)                            | 20.3 (68.5)                          | 16.3 (61.3)                          | 14.2 (57.6)                          | 18.5 (65.3)                          |
| 日平均気温 °C （°F）                 | 9.7 (49.5)                           | 9.8 (49.6)                           | 11.3 (52.3)                          | 12.4 (54.3)                          | 15.1 (59.2)                          | 17.8 (64)                            | 19.8 (67.6)                          | 20.3 (68.5)                          | 18.6 (65.5)                          | 16.1 (61)                            | 12.5 (54.5)                          | 10.5 (50.9)                          | 14.5 (58.1)                          |
| 平均最低気温 °C （°F）               | 5.8 (42.4)                           | 5.7 (42.3)                           | 7.0 (44.6)                           | 8.3 (46.9)                           | 11.1 (52)                            | 13.9 (57)                            | 16.0 (60.8)                          | 16.4 (61.5)                          | 14.4 (57.9)                          | 11.8 (53.2)                          | 8.7 (47.7)                           | 6.7 (44.1)                           | 10.5 (50.9)                          |
| 最低気温記録 °C （°F）               | −5.4 (22.3)                          | −5.2 (22.6)                          | −3.0 (26.6)                          | 0.6 (33.1)                           | 2.6 (36.7)                           | 5.6 (42.1)                           | 6.0 (42.8)                           | 6.0 (42.8)                           | 2.8 (37)                             | 1.4 (34.5)                           | −3.5 (25.7)                          | −5.2 (22.6)                          | −5.4 (22.3)                          |
| 降水量 mm （inch）                   | 106 (4.17)                           | 92 (3.62)                            | 88 (3.46)                            | 102 (4.02)                           | 78 (3.07)                            | 58 (2.28)                            | 52 (2.05)                            | 73 (2.87)                            | 83 (3.27)                            | 120 (4.72)                           | 157 (6.18)                           | 118 (4.65)                           | 1,129 (44.45)                        |
| 平均降水日数 （≥1 mm）               | 12                                   | 11                                   | 10                                   | 12                                   | 10                                   | 8                                    | 7                                    | 8                                    | 9                                    | 11                                   | 13                                   | 12                                   | 124                                  |
| % 湿度                               | 72                                   | 72                                   | 71                                   | 72                                   | 74                                   | 75                                   | 75                                   | 76                                   | 76                                   | 75                                   | 75                                   | 73                                   | 74                                   |
| 平均月間日照時間                     | 85                                   | 104                                  | 135                                  | 149                                  | 172                                  | 178                                  | 187                                  | 180                                  | 160                                  | 129                                  | 93                                   | 74                                   | 1,649                                |
| 出典：スペイン気象庁(AEMet)          |                                      |                                      |                                      |                                      |                                      |                                      |                                      |                                      |                                      |                                      |                                      |                                      |                                      |

### 人口
| サンタンデール (スペイン)の人口推移 1900－2010          |
|                                                         |
| 出典:INE（スペイン国立統計局）1900年 - 1991年、1996年 - |

## 歴史

### 古代・中世

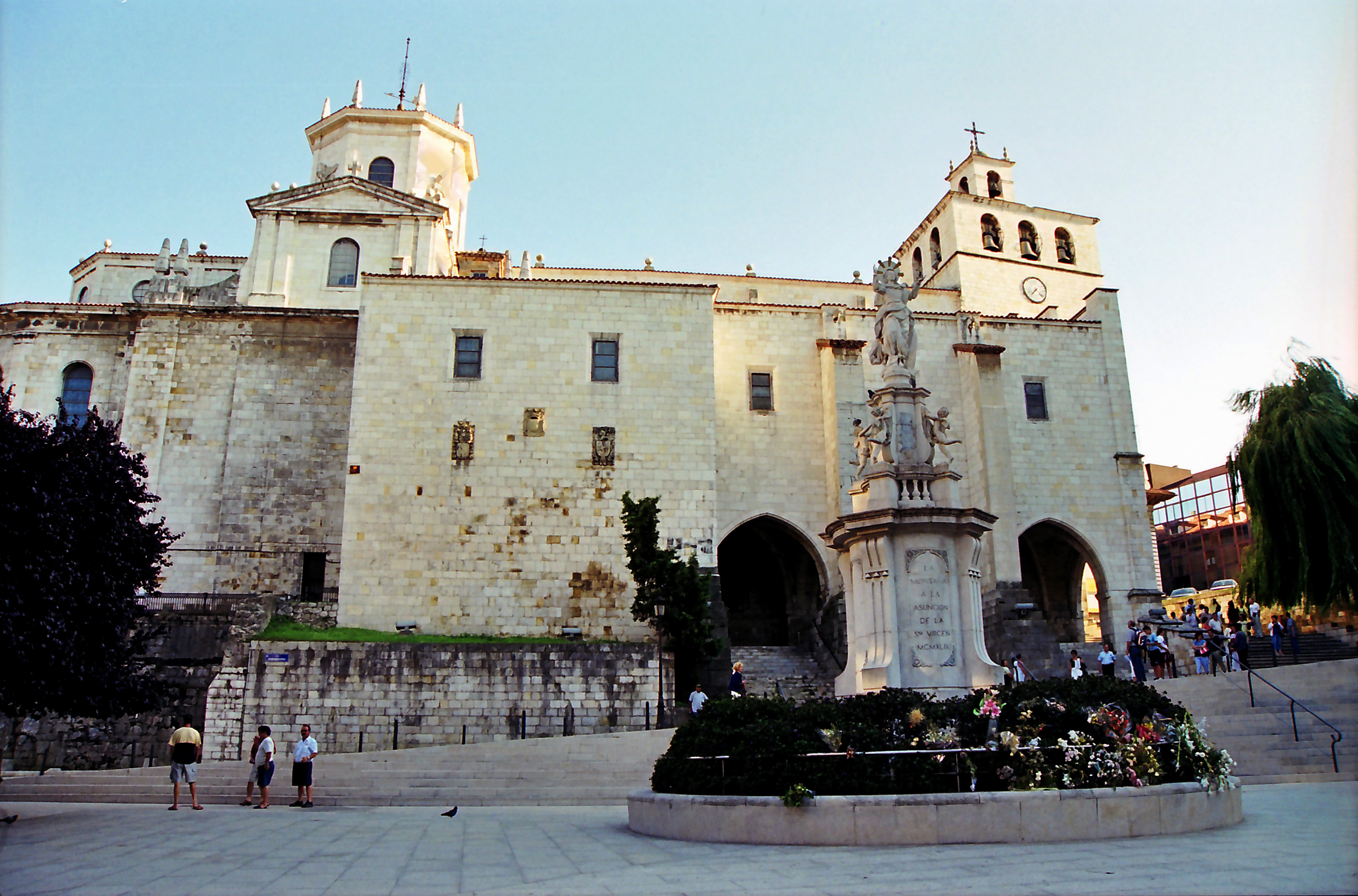
12世紀から14世紀に建設されたサンタンデール大聖堂

ローマ帝国時代、サンタンデールの町はポルトゥス・ウィクトリアエ・ユリオブリゲンシウム（Portus Victoriae Iuliobrigensium）として知られていた。現在の市名は、伝説によれば、3世紀にキリスト教殉教者聖ケレドニウスの頭部と一緒に聖エメテリウスの頭部がこの地へもたらされたことに由来する（エメテリウスの名は、スペイン語でSantemter、Santenter、Santanderと変化した）。
1187年、カスティーリャ王アルフォンソ8世は、聖エメテリオ教会の聖職者を町の領主とした。そして1248年、サンタンデールはセビリアの戦いで共に加わり、褒美として紋章を授かった。サンタンデールにはサンタンデール司教区の司教座があり、12世紀から14世紀にかけてサンタンデール大聖堂が建設された。

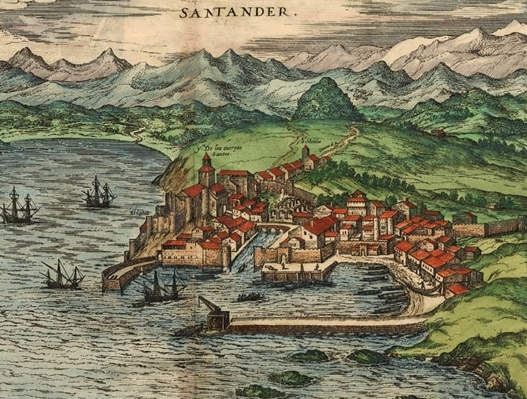
1590年頃のサンタンデール

ビスケー湾には優雅なサンタンデール湾が広がっている。中世後期のサンタンデールはカスティーリャ王国の重要港であり、新世界との通商も行った。1755年にはスペイン王フェルナンド6世によって公式に「市」の称号が与えられた。

### サンタンデール県発足後
19世紀には都市の規模が拡大し、小麦貿易が盛んになって鉄道が建設された。1833年スペイン地方行政区分再編でサンタンデール県が設置されると、サンタンデールはサンタンデール県の県都となった。1861年にはスペイン女王イサベル2世が避暑でサルディネーロ海岸を訪れたため、サンタンデール市議会はイサベル2世に別荘としてアルフォンシーナ邸を贈呈した。19世紀のサンタンデール港は「スペインのリバプール」と言われるほどの繁栄を極めていたが、1893年には貨物船のカボ・マチチャーコが港湾内で爆発炎上して500人以上が犠牲となる事故が起こった。

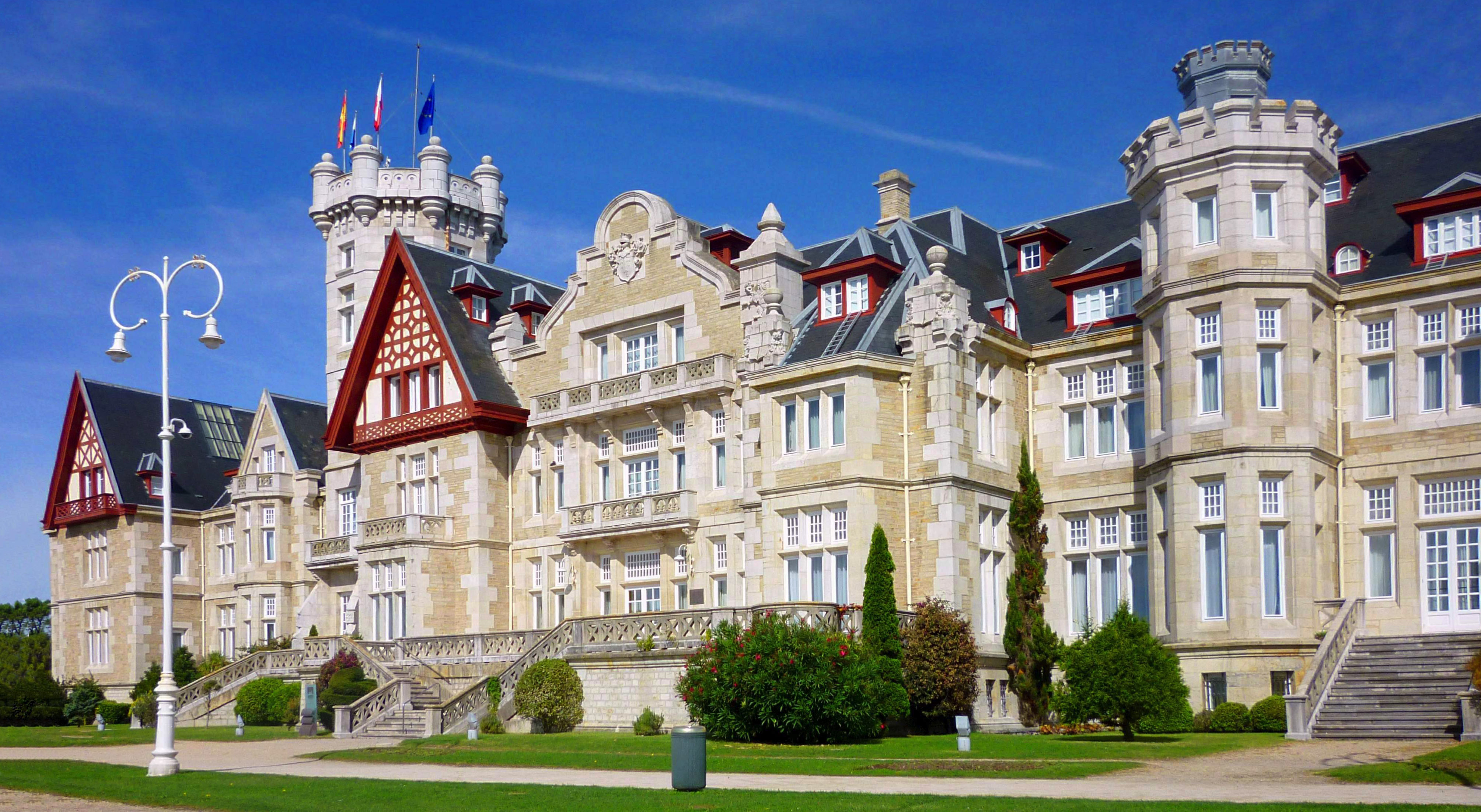
1912年に完成したマグダレーナ宮殿

1900年代初頭、アルフォンソ13世は夏季をサンタンデールで過ごすことを好んだ。アルフォンソ13世は王家の別荘として、1912年にはマグダレーナ半島にマグダレーナ宮殿を建設した。このためにサンタンデールはスペイン国民にとって人気の観光地となり、ヴィクトリア朝期には海水浴も盛んになった。現在もスペインの海水浴リゾートとしての人気を保持している。
1932年には公立のサンタンデール国際夏期大学（現・メネンデス・ペラヨ国際大学）が設立された。1941年2月15日・16日にはサンタンデール大火が起こり、サンタンデール大聖堂を含む旧市街の大半、14ヘクタールが焼失した。死者は消防士1人だったが、115人が負傷し、数千人が住居を失った。スペイン内戦の終結からわずか数年後のことだったため、都市の再建には長い時間がかかった。

### カンタブリア州発足後
1972年には公立の総合大学であるサンタンデール大学（現・カンタブリア大学）が開学した。フランコ体制下を経て1975年以後にスペインの民主化が進み、1982年2月1日にカンタブリア自治憲章が制定されてカンタブリア州が発足すると、1983年にサンタンデールはカンタブリア州の州都となった。カンタブリア州はサンタンデール県から改称されたカンタブリア県単独で構成される自治州である。

## 政治

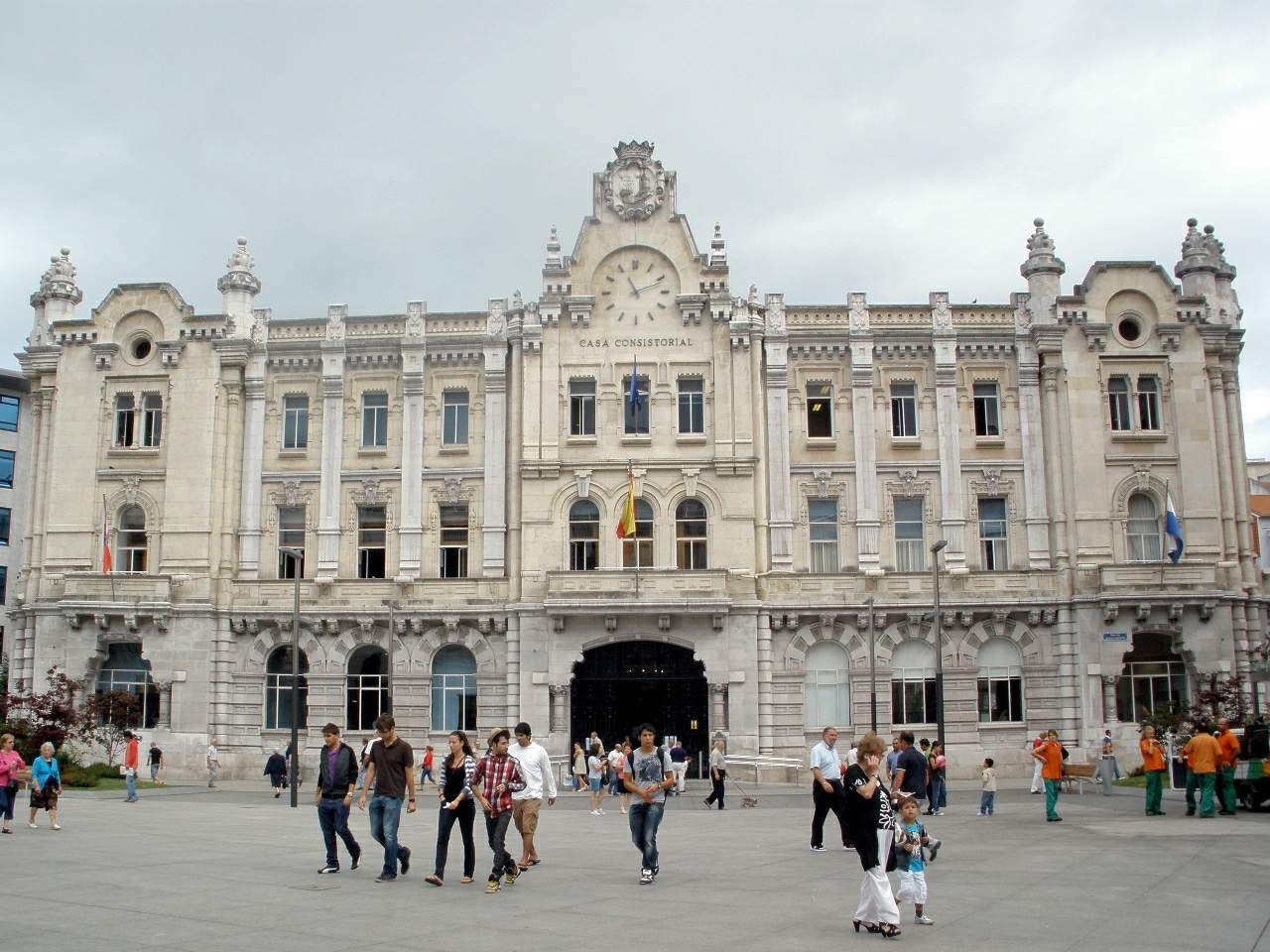
サンタンデール市庁舎

カンタブリア州は都市部も農村部も概して保守的であり、カンタブリア州の州都であるサンタンデールも保守が強い都市とされている。1979年に民主化後初の地方議会議員選挙が行われて以来、自治体首長はつねに中道右派の政党から選出されている。1979年には国民党(PP)のフアン・オルマエチェアが民主化後初の首長に就任し、サンタンデール市長を2期務めた後、1987年から1990年にはカンタブリア州首相を務めた。
1987年から1995年には国民党のマヌエル・ウエルタが首長を務めた。ウエルタは後にサッカークラブのラシン・サンタンデールの会長も務めている。1995年から2007年には国民党のゴンサロ・ピニェイロが首長を務めた。
2007年の地方議会議員選挙では国民党のイニゴ・デ・ラ・セルナが首長となり、2011年に2選、2015年に3選を果たした。2016年には任期途中に首長を辞任し、マリアーノ・ラホイ内閣の厚生労働大臣に就任した。セルナの後を受けて、2016年には国民党のヘマ・イグアルが首長に就任した。
| 任期      | 首長名                                          | 政党                  |
| --------- | ----------------------------------------------- | --------------------- |
| 1979–1983 | フアン・オルマエチェア                          | 民主中道連合(UCD)     |
| 1983–1987 | フアン・オルマエチェア                          | 国民同盟(AP)          |
| 1987–1991 | Manuel Huerta Castillo                          | 国民党(PP)            |
| 1991–1995 | Manuel Huerta Castillo                          | 国民党(PP)            |
| 1995–1999 | ゴンサロ・ピニェイロ                            | 国民党(PP)            |
| 1999–2003 | ゴンサロ・ピニェイロ                            | 国民党(PP)            |
| 2003–2007 | ゴンサロ・ピニェイロ                            | 国民党(PP)            |
| 2007–2011 | イニゴ・デ・ラ・セルナ                          | 国民党(PP)            |
| 2011–2015 | イニゴ・デ・ラ・セルナ                          | 国民党(PP)            |
| 2015–2019 | イニゴ・デ・ラ・セルナ(-16) ヘマ・イグアル(16-) | 国民党(PP) 国民党(PP) |
| 2019–2023 | n/d                                             | n/d                   |
| 2023–     | n/d                                             | n/d                   |

## 経済

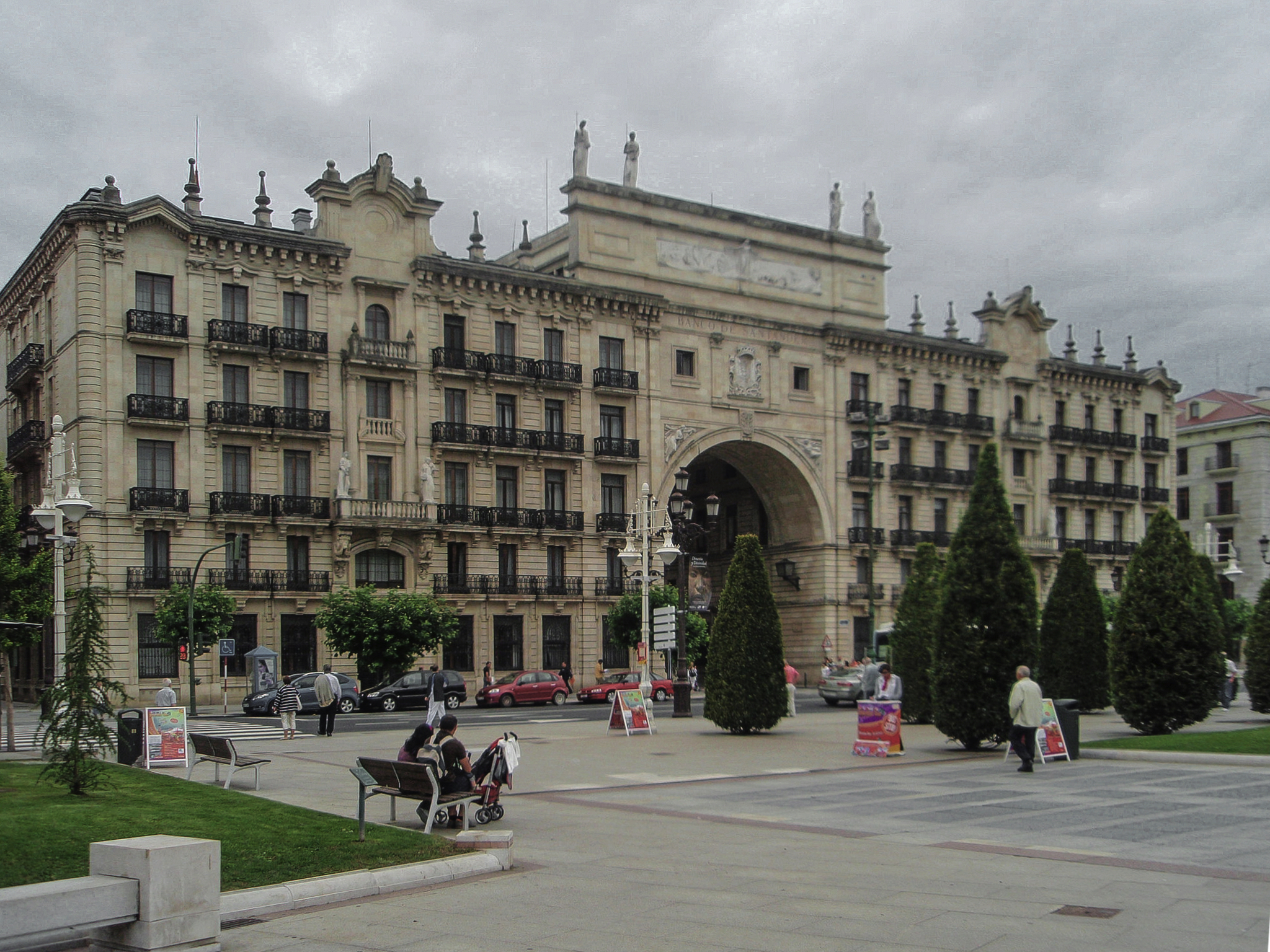
サンタンデール銀行本店

### サンタンデール銀行
スペイン最大の銀行であるサンタンデール銀行はサンタンデールに本店を置いている。2017年におけるサンタンデール銀行の総資産額は約1兆4000億円であり、イギリスのHSBCホールディングス、フランスのBNPパリバ、フランスのクレディ・アグリコル、ドイツのドイツ銀行に次いでヨーロッパで5位、世界全体で16位だった。サンタンデール銀行の時価総額は約699億ドルであり、ビルバオ・ビスカヤ・アルヘンタリア銀行(BBVA)、イベルドローラ、テレフォニカとともにユーロ・ストックス50指数の構成銘柄である  。2018年にはフォーブス誌によってフォーブス・グローバル2000で第31位（スペイン第1位）にランキングされた。

### マルケス・デ・バルデシーリャ大学病院
カンタブリア大学に付属するマルケス・デ・バルデシーリャ大学病院は、907床を有する総合病院である。1910年に診療所が開設され、1929年にバルデシーリャ伯爵ラモン・ペラージョ・デ・ラ・トリエンテの尽力で病院が開設された。病院に併設された看護学校はスペイン最初期のものだった。

## 社会

### 教育

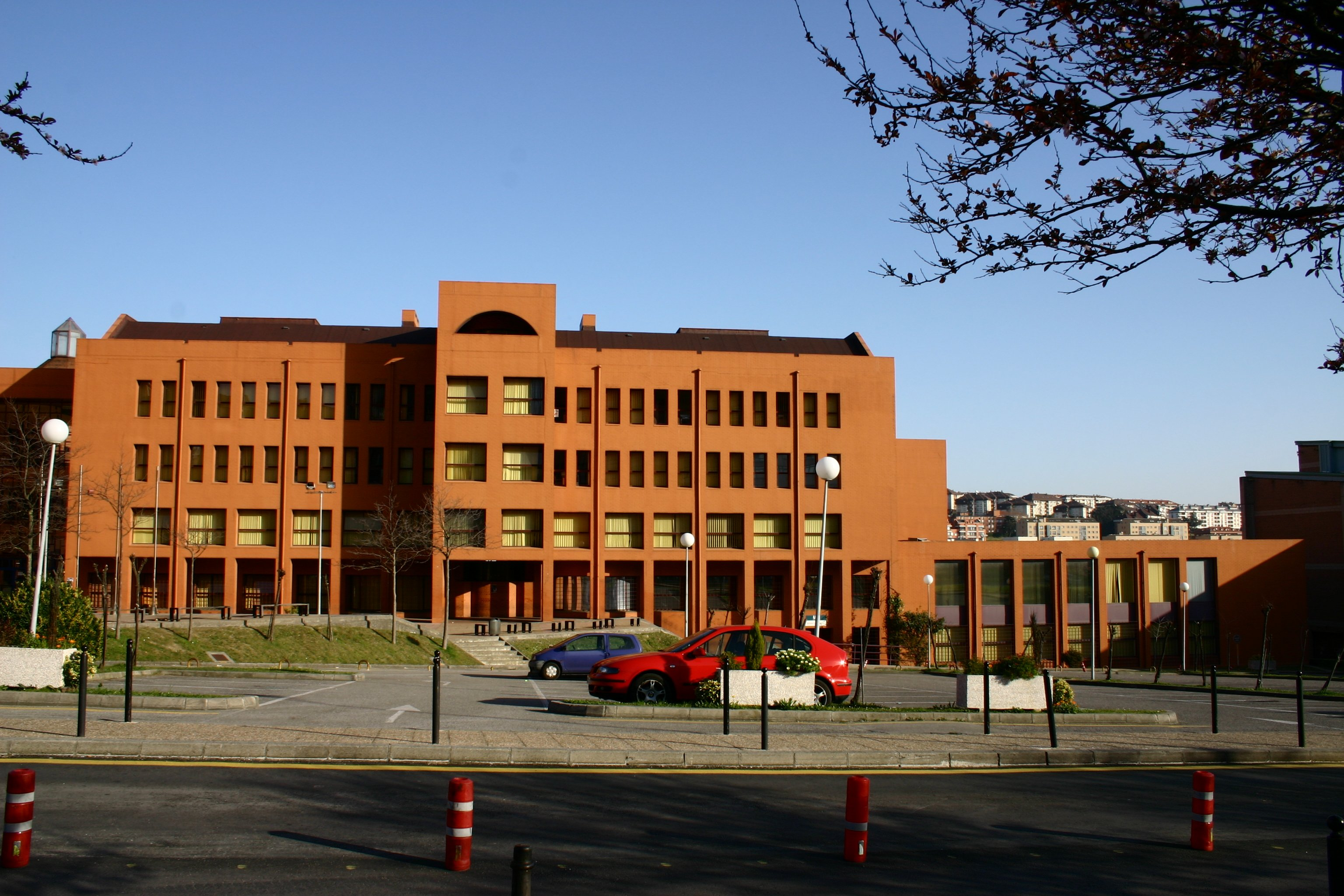
公立大学のカンタブリア大学

スペイン第二共和政下の1932年、公立大学のサンタンデール国際夏期大学が開学した。言語学者のラモン・メネンデス・ピダルが教授に任命され、講義はマグダレーナ宮殿で行われている。1949年には歴史学者のマルセリーノ・メネンデス・イ・ペラヨをたたえて、サンタンデール国際夏期大学からメネンデス・ペラヨ国際大学に改称。1983年以降には他都市にもキャンパスを拡大し、現在ではマドリードに本部を置いている。今日のメネンデス・ペラヨ国際大学はスペイン語とスペイン文化を外国人留学生に教えることに特化した大学である。
1972年にはカンタブリア州を拠点とする唯一の総合公立大学としてサンタンデール大学が開学し、1985年にカンタブリア大学に改称した。カンタブリア大学には15の学部または学校があり、2016年時点で約14,000人の学生が学んでいる。2013年には私立大学の大西洋ヨーロッパ大学が開学した。大西洋ヨーロッパ大学には健康科学部、高等工科学校、社会学・人文学部があり、2017年時点で約1300人の学生が学んでいる。

### 交通

#### 航空

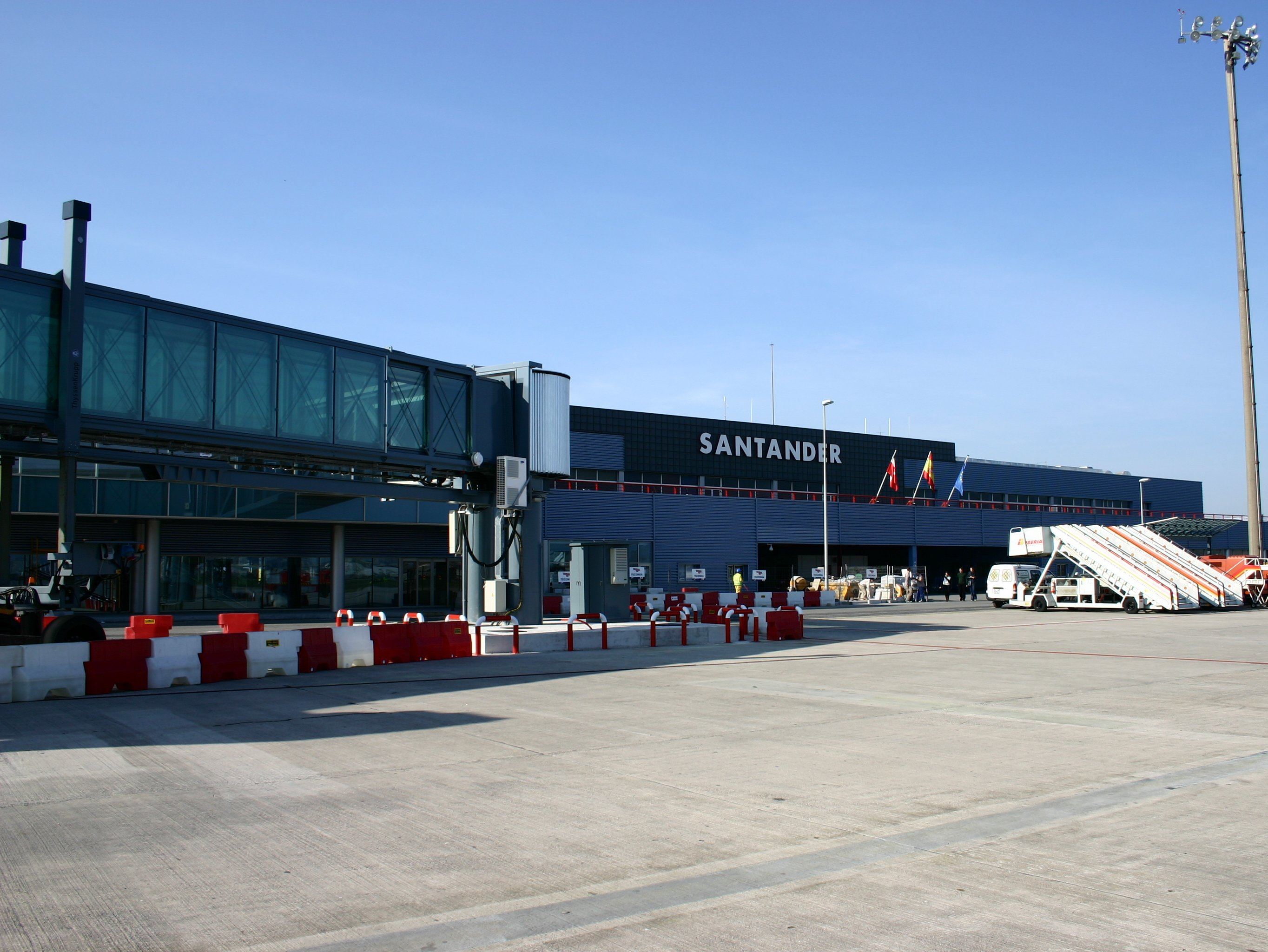
サンタンデール空港

1977年にはサンタンデール市街地から南に5㎞離れたカマルゴの自治体域に、サンタンデール湾を埋め立ててサンタンデール空港が開港した。正式名称はプロゴルファーのセベ・バレステロスの名を冠したセベ・バレステロス＝サンタンデール空港であり、プラージャス空港と呼ばれることもある。2003年までは発着便数が少なかったため、多くの乗客がバスク州ビスカヤ県のビルバオ空港に流れていたとされる。
2003年にはカンタブリア州政府からの補助金を得て、格安航空会社のライアンエアーが運航を開始した。これによってサンタンデール空港は国内線・国際線の双方で旅客数を大きく増加させている。既存のイベリア航空が運航していたアドルフォ・スアレス・マドリード＝バラハス空港への国内線に加えて、ライアンエアーはバルセロナ＝エル・プラット空港への国内線や、パリ・ボーヴェ・ティレ空港やロンドン・スタンステッド空港やローマ・チャンピーノ空港などへの国際線の運航を開始した。2000年の旅客数は260,767人だったが、2012年の旅客数は12年前の約4倍の1,117,617人となった。

#### 海上交通

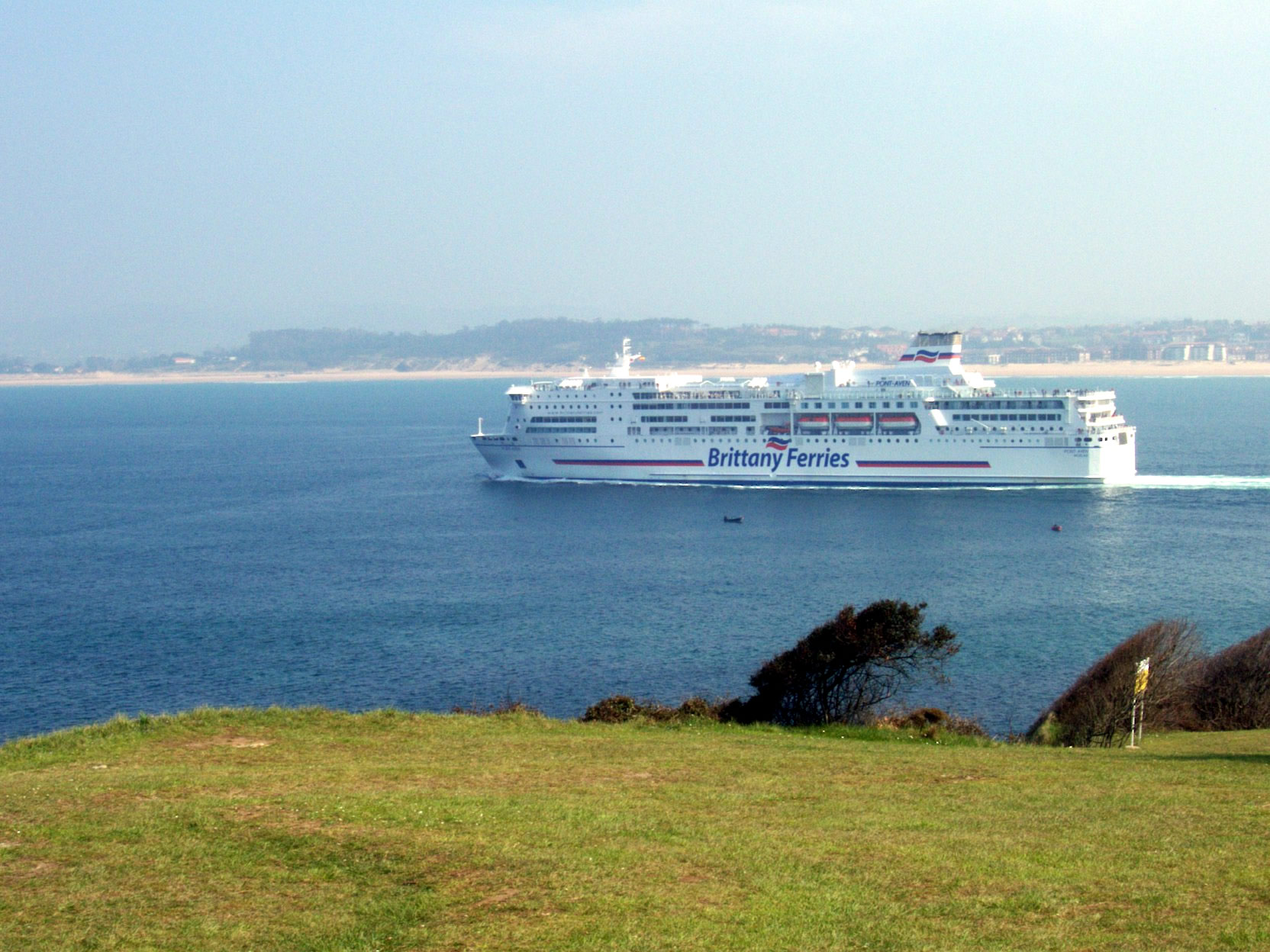
イギリスに向けて出航するブルターニュ・フェリーズのフェリー

サンタンデールはバスク州ビルバオやアストゥリアス州ヒホンと並んで、ビスケー湾南岸の海上交通の拠点となっている。サンタンデール港からはブルターニュ・フェリーズが、イギリスのポーツマスとプリマス、アイルランドのコークに向かう国際カーフェリーを運航している。
一方で、ロス・レヒナス株式会社はサンタンデール湾をはさんで西側のサンタンデール港と東側のマリーナ・デ・クデジョのペドレーニャ港、また西側のサンタンデール港と東側のリバモンタン・アル・マールのソモ港を結ぶ湾内定期船を運航している。

#### 鉄道
サンタンデール大聖堂の西側にはレンフェ（スペイン国鉄）のサンタンデール駅があり、頭端式ホームを持つターミナル駅となっている。サンタンデール駅は1858年10月10日に開業し、サンタンデールはスペインの首都マドリードやスペイン＝フランス国境などと鉄路で結ばれた。セルカニアス・サンタンデールはサンタンデールからトレラベーガを通ってレイノーサに至る通勤列車である。またマドリードとサンタンデールを結ぶ長距離列車が運行されている。2010年には広軌線のみで近距離・中距離・長距離合わせて約85万人が利用した。
サンタンデール駅を発着する路線には広軌線のほかに狭軌線（かつてのスペイン狭軌鉄道）もあり、エスパーニャ・ベルデの海岸線に沿ってバスク州サン・セバスティアン、バスク州ビルバオ、サンタンデール、アストゥリアス州オビエド、ガリシア州フェロル、カスティーリャ・イ・レオン州レオンを結ぶトランスカンタブリコ線などがある。

## 文化

### スポーツ
19世紀後半のサンタンデールはスペイン女王イサベル2世の避暑地となり、王侯貴族らが集まったため、1906年4月にはスペイン王アルフォンソ13世によって、社交クラブを兼ねたスポーツクラブとしてマグダレーナ半島にレアル・ソシエダ・デ・テニス・デ・ラ・マグダレーナ（エル・テニス・デ・サンタンデール）が設立された。このクラブはスペイン有数の歴史を持つ社交クラブであり、テニス、フィールドホッケー、ローラーホッケー、水泳、ボウリング、カヌーの各部門がある。
サッカークラブとしては1913年創設のラシン・サンタンデールがあり、ラス・リャマス大西洋公園のエスタディオ・エル・サルディネーロを本拠地としている。ラシン・サンタンデールは1928年のプリメーラ・ディビシオン（1部）創設時の10クラブのひとつである。40シーズンをプリメーラ・ディビシオンで、32シーズンをセグンダ・ディビシオン（2部）で過ごしており、2018-19シーズンはセグンダ・ディビシオンB（3部）に属している。
サンタンデールにはハンドボールの伝統があり、1975年にはCBカンタブリアが創設された。1992-93シーズンと1993-94シーズンにリーガASOBALで2連覇し、1988–89シーズンと1994–95シーズンにコパ・デル・レイで優勝した。欧州カップ戦では1989-90シーズンと1997-98シーズンにEHFカップウィナーズカップで優勝し、1992-93シーズンにEHFカップで優勝し、1993-94シーズンにEHFチャンピオンズリーグで優勝した。さらには1996-97シーズンにはクラブ世界一決定戦であるIHFスーパーグローブでも優勝した。しかしCBカンタブリアは2008年に解散となった。2004年にはバロンマノ・シンフィンが創設され、2015年には初めてリーガASOBALに昇格した。
| 競技                 | クラブ                           | リーグ                            | 創設年 |
| -------------------- | -------------------------------- | --------------------------------- | ------ |
| サッカー             | ラシン・サンタンデール           | セグンダ・ディビシオンB（3部）    | 1913年 |
| 男子ハンドボール     | バロンマノ・シンフィン           | リーガASOBAL（1部）               | 2004年 |
| 男子バスケットボール | ADカントバスケット04             | リーガEBA（4部）                  | 2004年 |
| 男子バスケットボール | CDエステラ                       | リーガEBA（4部）                  | 1998年 |
| 女子ハンドボール     | CBペレーダ                       | ディビシオン・デ・オノールB       | 1994年 |
| フィールドホッケー   | エル・テニス・デ・サンタンデール | ディビシオン・デ・オノール        | 1906年 |
| ラグビーユニオン     | インデペンディエンテRC           | ディビシオン・デ・オノール（1部） | 1971年 |

### 芸術
毎年8月にはクラシック音楽のサンタンデール音楽祭(FIS)がパラシオ・デ・フェスティバレスで開催される。1948年に始まったサンタンデール音楽祭は、スペイン有数の歴史を持つ音楽祭である。その他には国際オルガン音楽祭(FiMÓC)、パロマ・オシェイの名を関したパロマ・オシェイ国際ピアノコンクールなどもサンタンデールで開催されている。
公現祭の前日である毎年1月5日には、東方の三博士がパレードする賢者の贈り物が開催される。毎年6月24日にはサルディネーロ海岸で夏至祭が開催される。毎年8月30日にはサンタンデールの守護聖人であるエメテリウスとセレドニウスを称える祭礼が開催される。毎年9月15日にはサンタンデール司教区とカンタブリア州の守護聖人であるビエン・アパレシーダの聖母を称える祭礼が開催される。

## 出身者

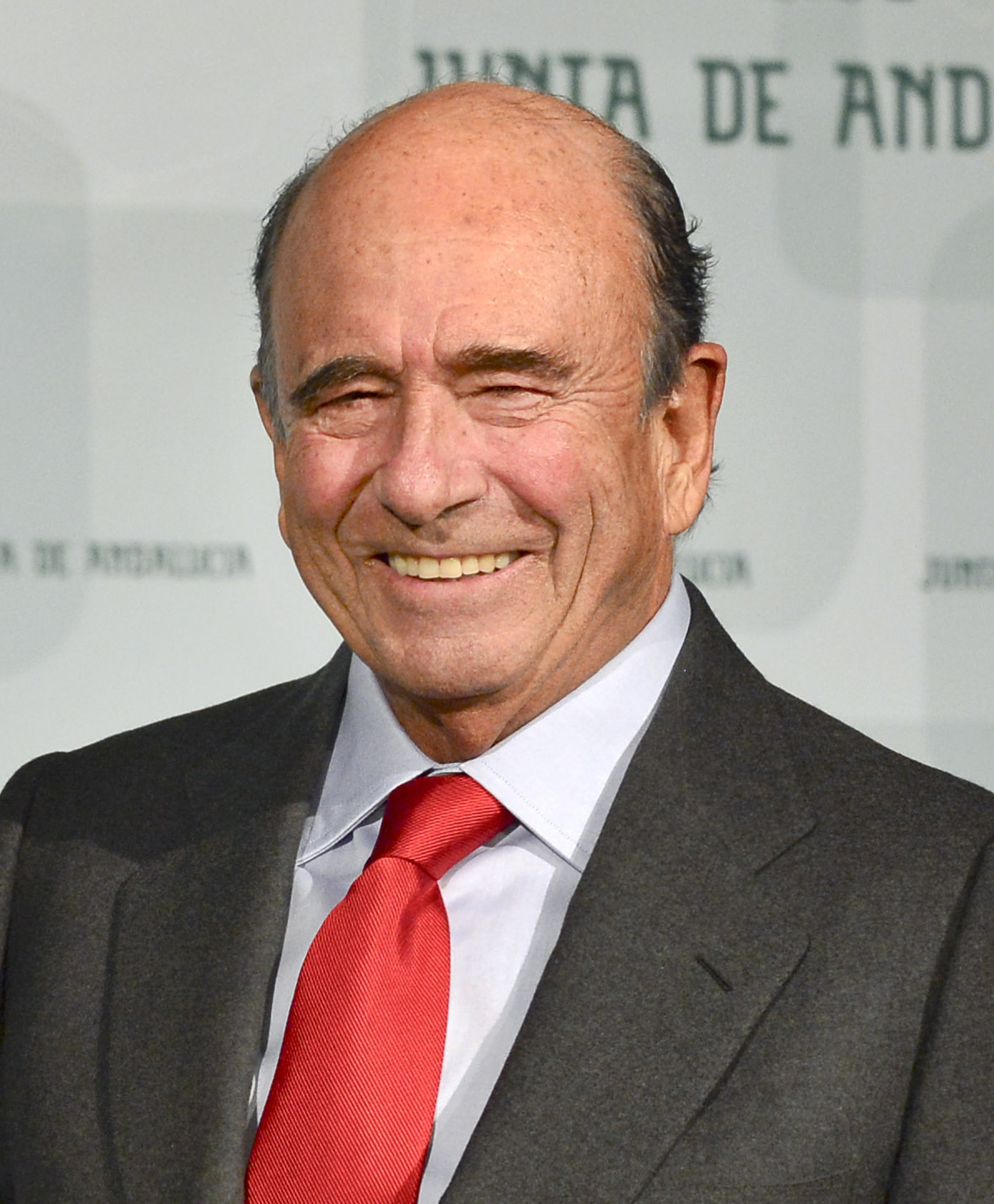
エミリオ・ボティン（銀行家）

- フランシスコ・マロキン(1499–1563) : 初代グアテマラ司教。
- ファン・デ・エレーラ（英語版）(1530-1597)：建築家
- ホセ・デ・マドラソ・イ・アグード(1781–1859) : 新古典主義の画家・版画家。
- ヘナロ・ケサーダ（英語版）(1818–1889) : グランデ。
- マルセリーノ・サンス・デ・サントゥオラ（英語版）(1831-1888) : 法曹。アルタミラ洞窟の発見者。
- マルセリーノ・メネンデス・イ・ペラヨ（英語版）(1856–1912) : 歴史学者・文学評論家。
- フランシスコ・イトゥリーノ（英語版）(1864–1924) : ポスト印象派の画家。
- コンチャ・エスピナ（英語版）(c.1877-1955) : 著作家。
- マリア・グティエレス・ブランチャルド(1881–1932) : キュビズムの画家。
- アンヘル・エレーラ・オリア（英語版）(1886–1968) : ジャーナリスト。枢機卿。
- ヘラルド・ディエゴ（英語版）(1896–1987) : 詩人。27年世代。
- フランシスコ・デ・ボルボン・イ・ボルボン（英語版）(1912-1995) : 貴族。
- マティルデ・カムス（英語版）(1919–2012) : 詩人・ノンフィクション作家。
- エレーナ・キロガ（英語版）(1921–1995) : 著作家。
- マルコス・アロンソ・イマス (1933–2012) : サッカー選手。スペイン代表。
- エミリオ・ボティン(1934-2014) : サンタンデール銀行会長。
- ホセ・ペレス・フランセス（英語版）(1936-) : 自転車競技選手。
- アルバロ・ポンボ（英語版）(1939-) : 詩人・小説家。
- フアン・ナバーロ・バルデヴェーグ（英語版）(1939-) : 建築家。マドリード建築工科学校教授。
- ビセンテ・ミエラ(1940-) : サッカー選手・サッカー指導者。スペイン代表監督。
- アルフォンソ・バジェホ（英語版）(1943-) : 劇作家・詩人。
- フランシスコ・アギラール（英語版）(1949-) : サッカー選手。スペイン代表。
- セシリオ・ラストラ(1951-) : ポロボクサー。
- ホセ・アントニオ・ロドリゲス・ベガ（英語版）(1957–2002) : シリアルキラー。
- セベ・バレステロス(1957–2011) : プロゴルファー。
- キケ・セティエン(1958-) : サッカー選手・サッカー指導者。
- マルコス・アロンソ・ペーニャ(1959-) : サッカー選手。スペイン代表。
- アナ・ボティン(1960-) : 銀行家。サンタンデール銀行会長。
- エドゥアルド・ノリエガ(1973-) : 俳優。
- イバン・エルゲラ(1975-) : サッカー選手。スペイン代表。
- ペドロ・ムニティス(1975-) : サッカー選手。スペイン代表。
- イバン・デ・ラ・ペーニャ(1976-) : サッカー選手。スペイン代表。
- コンスタンティノ・サバリャ(1978-) : 自転車競技選手。
- ルート・ベイティア(1979-) : 陸上競技選手（走高跳）。リオデジャネイロ五輪金メダル。
- フェルナンド・サン・エメテリオ(1984-) : バスケットボール選手。
- ベアトリス・フェルナンデス（英語版）(1985-) : ハンドボール選手。
- ハビエル・グティエレス・クエバス(1985-) : クロスカントリースキー選手。
- ベルタ・ベタンソス（英語版）(1988-) : セーリング選手。ロンドン五輪・リオデジャネイロ五輪出場。
- ラロ・エレーロ(1990-) : スノーボード選手。
- セルヒオ・カナレス(1991-) : サッカー選手。